# 麥蘆卡蜂蜜
麥蘆卡蜂蜜（毛利語：Mānuka）產自薄子木屬麦卢卡茶花樹的蜂蜜，常被當作替代藥物販售。原為紐西蘭原住民使用的傳統醫療原料，作為抑制鎮痛解熱、消毒、治感冒等用途。在体外研究中对蜂蜜中的成分进行了潜在的抗菌特性研究。

## 特性
麥蘆卡蜂蜜是蜜蜂從盛開中的麦卢卡花中採得花蜜後，在蜂巢中釀製的蜜，在外觀上較一般蜂蜜顏色更濃，並時而帶褐紅色、具特殊香芬、甜度較一般蜂蜜高，波美度通常為40度以上，含水量極低，遇低溫易結晶。在紐西蘭若需使用「麦卢卡蜂蜜」名稱為標籤，其蜂蜜需具70%以上麦卢卡花粉含量。

## 歷史
在傳統醫療中，蜂蜜為修復潰瘍和褥瘡的抗菌物，及燒傷和創傷造成的其他感染治療；研究顯示蜂蜜能清理傷口感染，促進癒合，治療嬰兒腸胃細菌感染。蜂蜜的療效最主要來自其中的過氧化氫，另外其酸鹼值和滲透壓也有影響。在不同蜂蜜之間的差異，有部份無法以前述三個因素解釋，推測應是蜜源差異造成，麥蘆卡蜂蜜是其中最顯著的。
而2001年發表的「蜂蜜在於創傷和燒傷的治療潛力」一則研究中使用多種蜂蜜測試於不同的醫療或意外產生的傷口上如: 截肢、外陰切除、敗血症、皮膚潰瘍等傷口，發現蜂蜜能有效治癒傷口（藉由蜂蜜最佳的含水保濕特性、抗菌性、對傷口的黏著性、內含過氧化氫成份等特質），其中又特別提及紐西蘭及澳洲的薄子木屬科（簡稱麦卢卡）花上所採的蜂蜜：“只要使用一般超市可購得的凡士林或含保濕劑成份軟膏，混和25-30%的表準抗菌活性麦卢卡蜂蜜”即可達到傷口照護效果，更將麦卢卡蜂蜜聲譽推到頂峰。
但教授彼德•莫藍提出以蜂蜜作為醫療常用品之三個最難解決的難處：
1. 蜂蜜取自於昆蟲產物，無法避免昆蟲身上帶有的常見大腸桿菌及其他可能藏有的細菌會對人體傷口造成更大傷害。[5]
2. 蜂蜜的沾黏特性，雖可與傷口緊密結合達成真空效果，卻也使得過濾細菌成為一項艱難達成的任務。[5]
3. 蜂蜜自蜂巢中取出後就容易受到空氣、紫外線、熱度等環境變化因素影響，使得其抗菌效果不穩定，無法用於現代醫療。[5]

雖然使用蜂蜜於人體醫療研究並未完全獲得認可，但此研究卻使得麦卢卡蜂蜜聲名大噪，也使得紐西蘭政府及商業人士嗅覺背後龐大的商機，更加以投入經費加速有關麦卢卡蜂蜜的研究。

### 現代研究
對於麦卢卡蜂蜜的研究及實驗自1992年後就從未停止過，而今對於麦卢卡蜂蜜的相關研究也已累積超過百篇，雖其中含有大量實體數據的研究雖在於少數，但其發現對於抑制金黃色葡萄球菌、幽門螺桿菌的研究就足以令醫學界振奮。其中原因包含金黃色葡萄球菌除了是環境中常見細菌外，更是具高度抗藥性之細菌，而英國威爾斯大學卡迪夫學院教授羅斯‧庫伯(Rose Cooper)亦證實麦卢卡蜂蜜能降低細菌對抗生素的抗藥性，且對綠膿桿菌及甲型鏈球菌都為有效，更讓醫療研究團隊引發治癒現代疾病的可能性。
教授彼德•莫藍發現麦卢卡蜂蜜特性後,就將此註冊為麦卢卡獨特因子®（Unique Manuka Factor）簡稱「獨麥素」(UMF®)，而將此商標作為認證聯盟，組成了UMFHA（獨麥素認證聯盟）統一認證麦卢卡獨特因子成份含量。雖財團有意壟斷麦卢卡蜂蜜市場，但世界各大認證機構於紐西蘭也不放過此商機，紛紛加入認證行列，如歐陸集團（eurofins）就宣稱執行原始教授彼德．莫藍所執行的測試方式檢測麦卢卡UMF®數值。
教授彼德．莫藍也於2006年發表對麦卢卡蜂蜜提出活性高低的認證方式　由於UMF®在於比較抗菌力，於是參考抗生素的試驗方式。將麦卢卡蜂蜜滴入培植了細菌的洋菜膠內，含有麦卢卡蜂蜜的周围產生抗菌功效使細菌無法生長，因而產生一個透明的無菌圈。而麦卢卡蜂蜜的抗菌能力度愈高，無菌圈範圍就愈大。而洋菜膠又加入5%-25%不同濃度的苯酚作為抗菌比對，若測試中的麦卢卡蜂蜜產生的抗菌圈大小與20%苯酚相當，則此蜜就被標註為UMF®10+。
德國德勒斯登工業大學Thomas Henle教授於2008年發現麦卢卡蜂蜜中含有一種天然物質甲基乙二醛（Methylglyoxal，MGO）並聲明使麦卢卡蜂蜜有別於世界其他蜂蜜的元素即為此因子，但直至今日都未能有可靠的實驗證明甲基乙二醛（MGO™）與「獨麥素」為同一元素。而MGO™也同樣成為麦卢卡商家註冊商標
，在市場上以數字標示麦卢卡蜂蜜等級，而MGO™與UMF®的比較大致如下:
| 活性數值 | UMF    | MGO      |
| 低       | UMF5+  | MGO83+   |
| 中低     | UMF10+ | MGO261+  |
| 中       | UMF15+ | MGO514+  |
| 中高     | UMF20+ | MGO829+  |
| 高       | UMF24+ | MGO1120+ |

## 名聲及糾紛
紐西蘭麥蘆卡蜂蜜於近年來被大肆吹捧，不但因為世界各國工業污染趨勢日益嚴重，紐西蘭轉而成為世界上少有保持原貌的天然原始國都，而且其地所生產的特殊蜂蜜又存有世界各國的研究報告背書，所以不難看出其爆紅的原因。
也正正因為紐西蘭麦卢卡蜂蜜聲名大噪，使得出口量大增，令2013年的出口量高於1萬噸，而生產量卻僅為1700-2000噸的假蜜充斥市場風波。其中香港消基委員會也在同年測試多達55個麦卢卡蜂蜜品牌，發現其中有16款蜂蜜含抗生素14款摻雜糖份。處處可見不肖商人利益薰心之不當商業行為導致紐西蘭麦卢卡蜂蜜名聲大大受創。

### 乳化蜂蜜
紐西蘭麦卢卡蜂蜜在台灣常有“乳狀型態蜂蜜”的錯誤認知，大部份的消費者認為乳膏狀是麦卢卡蜂蜜的獨特性質，紐西蘭麦卢卡蜂蜜的乳狀型式為一種「乳化」過程，採用低含水量蜂蜜低溫易結晶的特性，將蜂蜜以低溫先行結晶後再用機器將其粗大結晶體磨細，以致蜂蜜形成濃密口感，優點在於溫度變化下蜂蜜外型較穩定，且適合於塗抹在麵包、鬆餅上。而乳化工序，採用低溫結晶法，因此不影響蜂蜜本身營養成份。